# Assenede
Assenede è un comune belga situato nella regione fiamminga.